# Cratere Amata
Amata è un cratere presente sulla superficie di Dione, uno dei satelliti di Saturno; deve il nome ad Amata, madre di Lavinia (moglie di Enea).